# Manuel Marinho Alves
Manuel Marinho Alves, beter bekend onder zijn spelersnaam Maneca (Salvador, 28 januari 1926 – Rio de Janeiro, 28 juni 1961) was een Braziliaans voetballer.  

## Biografie
Maneca begon zijn carrière bij Galícia uit zijn thuisstad Salvador waarmee hij staatskampioen werd in 1943. Na een passage bij stadsrivaal Vitória trok hij in 1946 naar de toenmalige Braziliaanse hoofdstad Rio de Janeiro om er voor Vasco da Gama te spelen. Hij werd er vier keer staatskampioen mee en won in 1948 ook het Campeonato Sudamericano de Campeones, een voorloper van de Copa Libertadores.
In 1949 werd hij voor het eerst opgeroepen voor het nationale elftal en zat in de selectie voor het Zuid-Amerikaans kampioenschap, maar kwam niet aan spelen toe. Op het WK 1950 in eigen land speelde hij 4 wedstrijden en scoorde een van de doelpunten in de 7-1 overwinning tegen Zweden.
Op 28 juni 1961 pleegde hij zelfmoord door het innemen van cyanide en kwik. Hij werd nog naar het ziekenhuis overgebracht, maar bezweek daar.